# Champ-sur-Drac
Champ-sur-Drac és un municipi francès situat al departament de la Isèra i a la regió d'Alvèrnia-Roine-Alps. L'any 2007 tenia 3.146 habitants.

## Demografia

### Població
El 2007 la població de fet de Champ-sur-Drac era de 3.146 persones. Hi havia 1.247 famílies de les quals 295 eren unipersonals (120 homes vivint sols i 175 dones vivint soles), 442 parelles sense fills, 441 parelles amb fills i 69 famílies monoparentals amb fills.
La població ha evolucionat segons el següent gràfic:
Habitants censats

### Habitatges
El 2007 hi havia 1.331 habitatges, 1.270 eren l'habitatge principal de la família, 21 eren segones residències i 40 estaven desocupats. 969 eren cases i 355 eren apartaments. Dels 1.270 habitatges principals, 922 estaven ocupats pels seus propietaris, 321 estaven llogats i ocupats pels llogaters i 27 estaven cedits a títol gratuït; 17 tenien una cambra, 55 en tenien dues, 252 en tenien tres, 413 en tenien quatre i 534 en tenien cinc o més. 1.017 habitatges disposaven pel capbaix d'una plaça de pàrquing. A 485 habitatges hi havia un automòbil i a 638 n'hi havia dos o més.

### Piràmide de població
La piràmide de població per edats i sexe el 2009 era:
| Homes | Edats   | Dones |
| ----- | ------- | ----- |
| 0     | 95 o +  | 8     |
| 4     | 90 a 94 | 12    |
| 8     | 85 a 89 | 20    |
| 8     | 80 a 84 | 12    |
| 36    | 75 a 79 | 44    |
| 76    | 70 a 74 | 76    |
| 52    | 65 a 69 | 92    |
| 100   | 60 a 64 | 48    |
| 96    | 55 a 59 | 112   |
| 136   | 50 a 54 | 136   |
| 120   | 45 a 49 | 140   |
| 152   | 40 a 44 | 136   |
| 92    | 35 a 39 | 116   |
| 144   | 30 a 34 | 112   |
| 72    | 25 a 29 | 96    |
| 128   | 20 a 24 | 92    |
| 152   | 15 a 19 | 108   |
| 112   | 10 a 14 | 116   |
| 80    | 5 a 9   | 88    |
| 80    | 0 a 4   | 104   |

## Economia
El 2007 la població en edat de treballar era de 2.101 persones, 1.462 eren actives i 639 eren inactives. De les 1.462 persones actives 1.366 estaven ocupades (762 homes i 604 dones) i 97 estaven aturades (49 homes i 48 dones). De les 639 persones inactives 209 estaven jubilades, 207 estaven estudiant i 223 estaven classificades com a «altres inactius».

### Ingressos
El 2009 a Champ-sur-Drac hi havia 1.280 unitats fiscals que integraven 3.222 persones, la mediana anual d'ingressos fiscals per persona era de 19.916 €.

### Activitats econòmiques
Dels 119 establiments que hi havia el 2007, 4 eren d'empreses extractives, 2 d'empreses alimentàries, 13 d'empreses de fabricació d'altres productes industrials, 30 d'empreses de construcció, 21 d'empreses de comerç i reparació d'automòbils, 7 d'empreses de transport, 5 d'empreses d'hostatgeria i restauració, 1 d'una empresa d'informació i comunicació, 6 d'empreses financeres, 4 d'empreses immobiliàries, 14 d'empreses de serveis, 5 d'entitats de l'administració pública i 7 d'empreses classificades com a «altres activitats de serveis».
Dels 37 establiments de servei als particulars que hi havia el 2009, 1 era una oficina de correu, 3 tallers de reparació d'automòbils i de material agrícola, 2 paletes, 6 guixaires pintors, 10 fusteries, 6 lampisteries, 3 electricistes, 2 perruqueries, 2 restaurants i 2 salons de bellesa.
Dels 7 establiments comercials que hi havia el 2009, 1 era una botiga de més de 120 m², 1 una botiga de menys de 120 m², 1 una fleca, 1 una carnisseria, 1 una llibreria, 1 una botiga d'electrodomèstics i 1 una botiga de mobles.
L'any 2000 a Champ-sur-Drac hi havia 3 explotacions agrícoles.

## Equipaments sanitaris i escolars
L'únic equipament sanitari que hi havia el 2009 era una farmàcia.
El 2009 hi havia 1 escola maternal i 2 escoles elementals.

## Poblacions més properes
El següent diagrama mostra les poblacions més properes.